# یهنیدی
یهنیدی (به چکی: Jehnědí) یک منطقهٔ مسکونی در جمهوری چک است که در ناحیه اوستی ناد اورلیتسی واقع شده‌است. یهنیدی ۵٫۷۳ کیلومتر مربع مساحت و ۳۲۳ نفر جمعیت دارد و ۴۳۰ متر بالاتر از سطح دریا واقع شده‌است.